# Silene bilingua
Silene bilingua är en nejlikväxtart som beskrevs av William Wright Smith. Silene bilingua ingår i släktet glimmar, och familjen nejlikväxter. Inga underarter finns listade i Catalogue of Life.